# Kelley (Iowa)
Kelley é uma cidade localizada no estado americano de Iowa, no Condado de Story.

## Demografia
Segundo o censo americano de 2010, a sua população era de 309 habitantes. Em 2019, foi estimada uma população de 300 habitantes .

## Geografia
De acordo com o Departamento do Censo dos Estados Unidos, tem uma área de 1,76 km², dos quais 1,76 km² cobertos por terra e 0,0 km² cobertos por água.

## Localidades na vizinhança
O diagrama seguinte representa as localidades num raio de 16 km ao redor de Kelley.